# 马丁·圣路易
马丁·圣路易（法語：Martin St-Louis，1975年6月18日—），加拿大男子冰球运动员。他曾代表加拿大国家队参加2006年和2014年冬季奥林匹克运动会冰球比赛，其中2014年冬季奥运会获得一枚金牌。